# Способи вимірювання теплопровідності
Є декілька можливих способів вимірювання теплопровідності, кожен з яких підходить для обмеженого кола матеріалів, в залежності від термічних властивостей і температури середовища. Існують два класи методів для вимірювання теплопровідності: стаціонарні і нестаціонарні (або перехідні) методи.

## Стаціонарні методи
В цілому, стаціонарні методи вимірювання застосовують, коли температура матеріалу не змінюється з часом. Це робить аналіз прямим. Недоліком є те, що, як правило, потрібна добре спроектована експериментальна установка.
В геології та геофізиці найбільш поширеним є метод розділеного бруска [Архівовано 19 вересня 2017 у Wayback Machine.]. 

## Перехідні методи
Перехідні методи вимірювання виконуються в процесі нагрівання. Перевага полягає в тому, що вимірювання можуть бути зроблені відносно швидко. Перехідні методи, як правило, здійснюються за допомогою голчастих електродів.
Нестаціонарні методи вимірювання теплопровідності не вимагають сигналу для отримання постійного значення. Замість цього, сигнал вивчається як функція часу. Перевага цих методів полягає в тому, що вони можуть в цілому бути виконані більш швидко, так як немає необхідності чекати стаціонарної ситуації. Недолік полягає в тому, що математичний аналіз даних в цілому складніше.

### Метод джерела перехідних площин

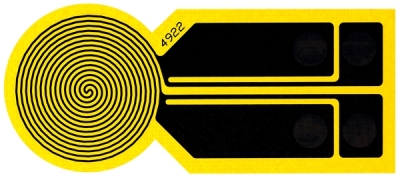
TPS sensor, model Hot Disk 4922, spiral radius about 15 mm

Метод джерела перехідних площин, який використовує датчик площини та спеціальну математичну модель, яка описує теплопровідність, в поєднанні з електронікою, дозволяє використовувати цей метод для вимірювання теплових транспортних властивостей. Він охоплює діапазон теплопровідності щонайменше 0,01-500 Вт / м / К (відповідно до ISO 22007-2) і може бути використаний для вимірювання різних видів матеріалів, таких як тверді речовини, рідина, паста і тонкі плівки і т.д. У 2008 році він був затверджений як стандарт ISO-для вимірювання теплових транспортних властивостей полімерів (листопад 2008 року). Цей стандарт TPS охоплює також застосування цього методу, щоб перевірити, як ізотропні і анізотропні матеріали.
Метод джерела перехідних площин зазвичай використовує дві частини зразків, між якими затиснутий датчик. Зазвичай частинки повинні бути однорідними, але широке використання перехідних випробувань плоского джерела гетерогенного матеріалу можливо, при правильному виборі розміру датчика, щоб максимізувати проникність зразка. Цей метод також може бути використаний в одній односторонній конфігурації, з введенням відомого ізолюючого матеріалу, що використовується як опора для датчика.
Плоский датчик складається з безперервної подвійної спіралі електропровідного нікелю (Ni). Спіраль Нікелю  розташована між двома шарами тонкої плівки полііміду. Тонкі плівки забезпечують електричну ізоляцію і механічну стійкість до датчика. Датчик поміщається між двома половинками зразка. Під час вимірювання постійний електричний струм проходить через провідну спіраль, збільшуючи температуру датчика.Тепло розсіюється з обох сторін датчика, зі швидкістю, яка залежить від теплових транспортних властивостей матеріалу.

### MTPS-метод

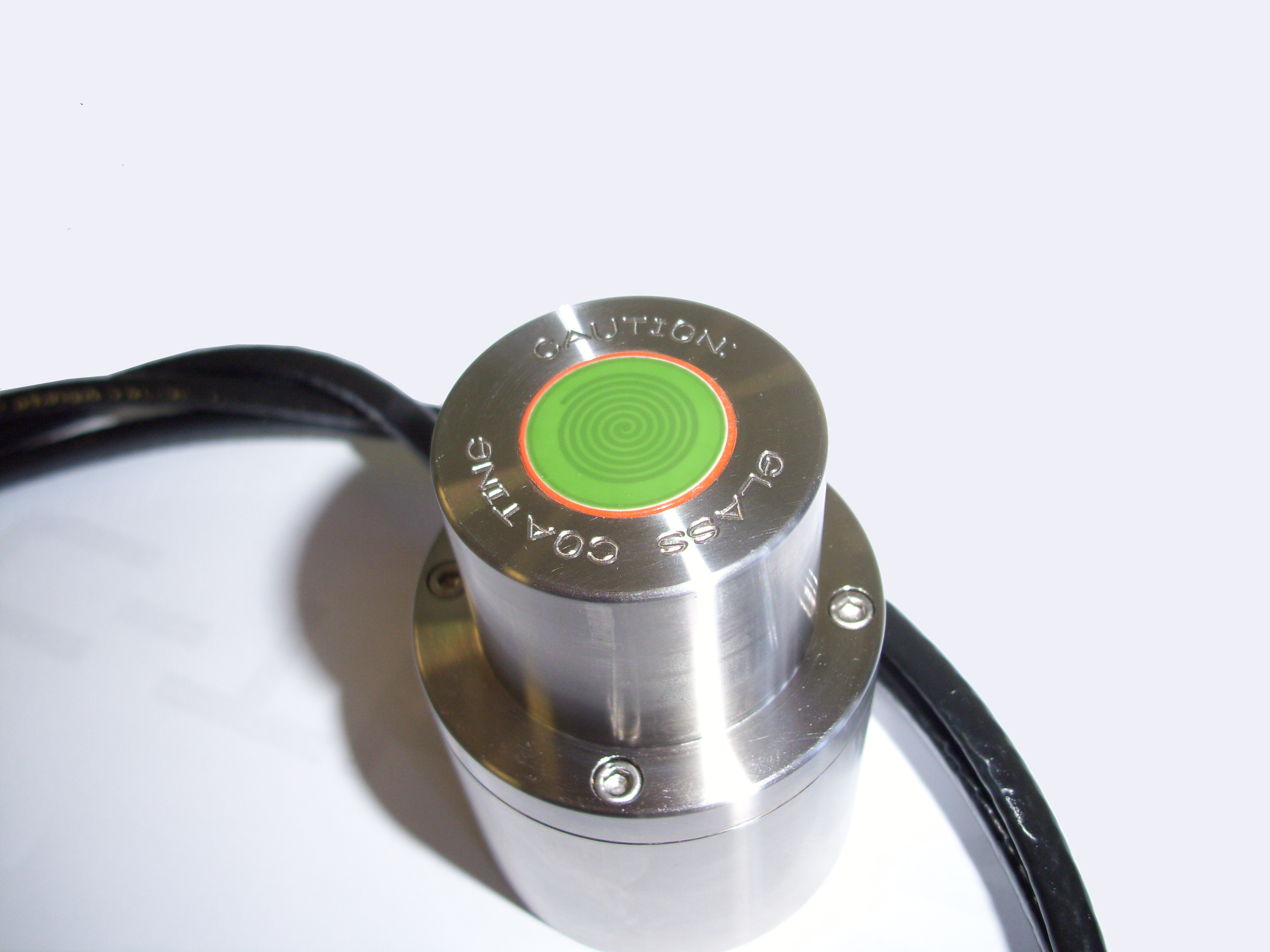
Modified Transient Plane Source Sensor

Різновидом вищевказаного способу є метод MTPS, розроблений доктором Ненсі Матіс. Пристрій використовує односторонній, на межі поділу фаз, датчик теплового коефіцієнта відбиття. Різниця між цим методом і традиційним методом, описаним вище, є те, що нагрівальний елемент, нанесений на підкладку, що тут забезпечується механічна опора, електрична ізоляція і теплоізоляція. Ця модифікація забезпечує односторонній міжфазовий вимір, пропонуючи максимальну гнучкість при випробуванні рідин, порошків, паст і твердих речовин.

.

### Метод лазерного спалаху
Метод лазерного спалаху використовується для вимірювання температуропровідності тонкого диску в напрямку товщини. Цей метод базується на вимірюванні підвищення температури на задній поверхні тонкого диска, отриманої за допомогою короткого імпульсу енергії на передній поверхні. З еталонного зразка питома теплоємність може бути досягнута і при відомій щільності результати теплопровідності будуть наступним
{\displaystyle k(T)=a(T)\cdot c_{P}(T)\cdot \rho (T)}
де
{\displaystyle k} - це теплопровідність зразка [W·m−1·K−1]
{\displaystyle a} - температуропровідність зразка [m2 ·s−1]
{\displaystyle c_{P}} - питома теплоємність зразка [J·kg−1·K−1]
{\displaystyle \rho } - це щільність зразка [kg·m−3]
It is suitable for a multiplicity of different materials over a broad temperature range (−120 °C to 2800 °C).

### 3ω-метод
Одним з популярних способів для електротермічної характеристики матеріалів є 3ω-метод, в якому тонка структура металу (як правило, провід або плівка) наносять на зразок, як резистивний нагрівач і резистивний датчик температури. Нагрівач приводиться в дію від мережі змінного струму. Виникає затримка між нагріванням зразка і температурою реакції, яка залежить від термічних властивостей датчика / зразка. Ця відповідь температури вимірюється за допомогою реєстрації амплітуди і фази затримки сигналу напруги змінного струму від нагрівача за діапазоном частот. Зауважимо, що фазова затримка сигналу є затримкою між сигналом нагріву і температурного відгуку. 
{\displaystyle V=IR=I_{0}e^{i\omega t}\left(R_{0}+{\frac {\partial R}{\partial T}}\Delta T\right)=I_{0}e^{i\omega t}\left(R_{0}+C_{0}e^{i2\omega t}\right)},
де C0 - це константа. Теплопровідність визначається лінійним нахилом ΔT в порівнянні з кривою log(ω). Основною перевагою 3ω-методу мінімізації радіаційних ефектів є простіше отримання температурної залежності теплопровідності, на відміну від стаціонарних методів.

### Окремий випадок 3ω-методу
Окремий випадок 3ω-методу  запропоновано і розроблено для звичайного методу 3ω для вимірювання теплофізичних властивостей.Метод включає визначення твердих речовин, порошків і рідин від кріогенних температур до приблизно 400 К.  Теплопровідність і теплову ефузію можна виміряти з використанням вибраних датчиків, відповідно. 

### Метод теплового відбиття  випромінювання
У тимчасовій області являє собою коефіцієнт відбиття теплового випромінювання метод, за допомогою якого можуть бути виміряні термічні властивості матеріалу, що найбільш важливо - теплопровідність. Цей метод може бути застосований в першу чергу для тонких плівкових матеріалів. Ідея цього методу полягає в тому, що, як тільки матеріал нагрівається, зміна відбивної здатності поверхні може бути використана для отримання термічних властивостей. 

## Вимірювальні пристрої
Тестери теплопровідності; інструменти гемології, які визначають, чи є мінерали дорогоцінними.

Для прикладу, див. вимірювач теплопровідності ІТП-MG4 «Зонд» (Росія).
1. ↑  Qiu, L.; Tang, D. W.; Zheng, X. H.; Su, G. P. (2011). The freestanding sensor-based 3ω technique for measuring thermal conductivity of solids: Principle and examination. Review of Scientific Instruments. 82 (4): 045106. doi:10.1063/1.3579495.
2. ↑  Qiu, L.; Zheng, X. H.; Zhu, J.; Tang, D. W. (2011). Note: Non-destructive measurement of thermal effusivity of a solid and liquid using a freestanding serpentine sensor-based 3ω technique. Review of Scientific Instruments. 82 (8): 086110. doi:10.1063/1.3626937.
3. ↑  Qiu, L.; Zheng, X. H.; Su, G. P.; Tang, D. W. (21 вересня 2011). Design and Application of a Freestanding Sensor Based on 3ω Technique for Thermal-Conductivity Measurement of Solids, Liquids, and Nanopowders. International Journal of Thermophysics. 34 (12): 2261—2275. doi:10.1007/s10765-011-1075-y.

## Зовнішні посилання
- Ітераційно-різницеві методи у нестаціонарних задачах теплопровідності [Архівовано 18 вересня 2020 у Wayback Machine.] Шахно С.М., Ярмола Г.П. ЛНУ ім. Івана Франка [Архівовано 17 грудня 2010 у Wayback Machine.]
- Дяконюк Л., Кухарський В., Савула Я. Математичне моделювання процесів теплопровідності у багатошарових середовищах із тонкими включеннями // Математичні проблеми механіки неоднорідних структур. – 2000. – Т. 1. – С. 212-215. ЛНУ ім. Івана Франка [Архівовано 17 грудня 2010 у Wayback Machine.]